# Mihail Ilovici
Mihail Ilovici (n. 4 septembrie 1910, Găești – d. 12 februarie 1983, Găești) a fost un eseist român.

## Date biografice
S-a născut la 4 octombrie 1910, la Găești, fiind al patrulea copil al lui Theodor Ilovici, macedonean de origine. A urmat școala primară și liceul la Găești, avându-i ca profesori pe Vladimir Streinu și Șerban Cioculescu. A urmat Facultatea de Litere și Filozofie a Universității din București, absolvită în 1933. Profesor în Găești (1933-1938), Ștefănești, Colibași (jud. Argeș), Ismail (1938) și din nou în Găești (1945-1955), a fost apoi director al Teatrului (de amatori) din Găești, instructor de teatru în colonia de petrolilști Valea Caselor (Argeș), bibliotecar la Ștefănești (1958-1963), îndrumător cultural. A încetat din viață la Găești, pe 12 februarie 1983.

## Activitatea literară
A debutat în perioada studenției, cu versuri, în revista "Licăriri" (1930) și a întemeiat revista Cristalul (Găești-București, 1930-1932). A colaborat la numeroase reviste interbelice, între care Revista scriitoarelor și scriitorilor români, Revista Fundațiilor Regale, Convorbiri literare. A fost redactor al revistelor Litere (1933-1935) și Sabarul (Găești, 1935-1937).

## Volume tipărite
- Negativismul tinerei generații, București, 1934;
- Considerații asupra actului de cultură românesc, București, 1936;
- Claudia Milian, București, 1938;
- Noua spiritualitate românească (Constructivismul), Pitești, 1942;
- Tinerețea lui Camil Petrescu, București, 1971.